# Otar Csiladze

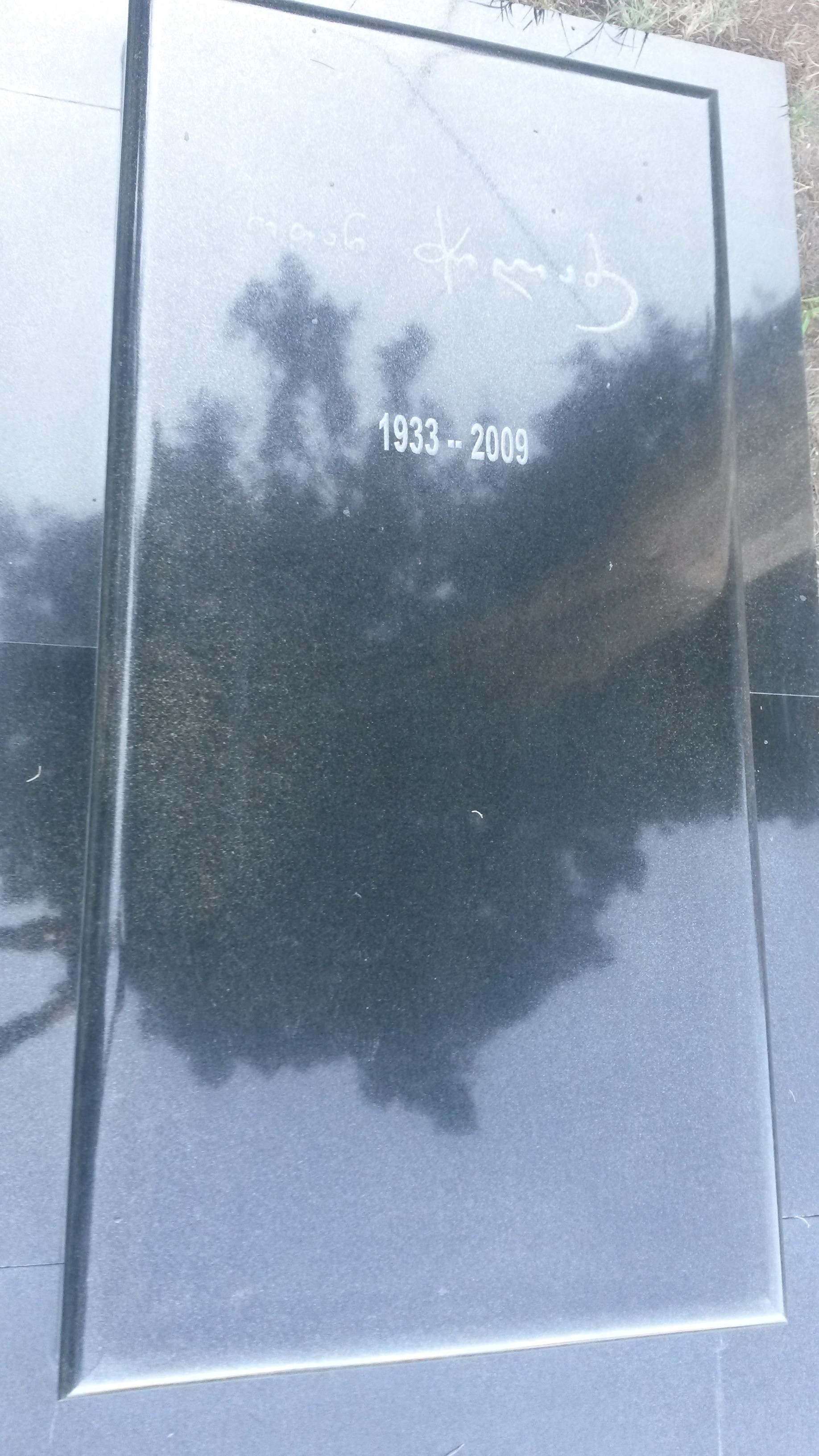
Sírja a Pantheonban

Otar Csiladze (grúz nyelven: ოთარ ჭილაძე) (Signahi, Kaheti, 1933. március 20. – Tbiliszi, 2009. október 1.) grúz költő, próza- és drámaíró, újságíró.

## Pályafutása
A 20. század második felének egyik legjelentősebb grúz írója. Verseit az ötvenes évek elején kezdte publikálni. A Tbiliszi Egyetemen végzett 1956-ban újságírás szakon. Az irodalmi zsurnalisztika érdekelte, 1997-től főszerkesztője volt a Mnatobi irodalmi magazinnak. Sokat foglalkozott az antik mítoszokkal valamint Grúzia és Európa kulturális kapcsolódásaival. A kilencvenes években kétszer jelölték Irodalmi Nobel-díjra. 1983-ban Rusztaveli-díjat kapott. Haláláig tekintélynek számított Grúzia intellektuális életében.

## Magyarul megjelent művei
- Ment egy ember az úton; ford. Hegyi Imre; Magvető, Bp., 1983 (Világkönyvtár)
- Bárki, aki rám talál...; ford. Balkó Ágnes; Magvető, Bp., 1984 (Világkönyvtár)
- Vasszínház; ford. Balkó Ágnes; Magvető, Bp., 1986 (Világkönyvtár)

Néhány verse Rab Zsuzsa fordításában jelent meg az Ívótülök. Száz grúz vers (1975) kötetben, a Férjhez mennek az angyalok és a Ma mondd! antológiákban (1984).